# إليديو ماتوس
إليديو ماتوس (مواليد 12 أغسطس 1975) هو سبّاح موزمبيقي، مثّل بلاده في الألعاب الأولمبية الصيفية 2000.

## روابط خارجية
إليديو ماتوس على موقع الاتحاد الدولي للسباحة (الإنجليزية)
- إليديو ماتوس على موقع أوليمبيديا (الإنجليزية)